# David Campos
David Campos (sinh ngày 28 tháng 9 năm 1970), là một luật sư và cựu thành viên của Ban giám sát San Francisco đại diện cho Quận 9 của San Francisco (Bernal Heights, Portola, và Inner Mission) từ năm 2008 đến 2016 khi ông bị loại. Việc tái tranh cử vào năm 2012 khiến ông trở thành một trong hai giám sát viên LGBT San Francisco. Vào năm 2014, Campos đã tranh cử vào ghế Quốc hội bang California ở Quận 17 (nửa phía đông của San Francisco), nhưng đã thua David Chiu. Vào ngày 13 tháng 3 năm 2017, Campos được bổ nhiệm làm Phó Giám đốc Điều hành Quận Lưu trữ ngày 28 tháng 9 năm 2020 tại Wayback Machine của Hạt Santa Clara.

## Tuổi thơ và sự nghiệp
David Campos được sinh ra ở Puerto Barrios, Guatemala. Cha ông là một nhà khí tượng học. Gia đình ông lần đầu tiên cố gắng vượt biên khi David 11 tuổi, nhưng họ bị bắt và trục xuất. Khoảng năm 1983, cha ông đi qua biên giới và đến Los Angeles, nơi ông trở thành thợ mộc. Năm 1985, khi 14 tuổi, cùng mẹ và hai chị gái, ông trốn khỏi Guatemala và di cư bất hợp pháp sang Hoa Kỳ. Campos tốt nghiệp đứng đầu lớp của mình tại trường trung học tổng hợp Jefferson ở Nam Trung Los Angeles. Ông đã giành được học bổng và tuyển sinh vào Đại học Stanford, từ đó ông tốt nghiệp năm 1993 với bằng khoa học chính trị. Khi theo học trường luật Harvard từ năm 1993 đến năm 1996, Campos trở thành thường trú nhân của Hoa Kỳ và gặp đối tác của mình, Phil Hwang. Họ kết hôn năm 2014.
Sau ba năm hành nghề luật sư tư, Campos trở thành Phó luật sư thành phố và thành phố San Francisco năm 1999. Trong nhiệm kỳ của mình, ông là luật sư trưởng của Học khu Thống nhất San Francisco giám sát chương trình tách biệt trường học. Campos cũng được bổ nhiệm làm Uỷ viên cảnh sát San Francisco từ năm 2005-2008..